# Limenitis cicacocha
Limenitis cicacocha är en fjärilsart som beskrevs av Hall 1938. Limenitis cicacocha ingår i släktet Limenitis och familjen praktfjärilar. Inga underarter finns listade i Catalogue of Life.